# Improvisation libre
Vous pouvez aider à l'améliorer ou bien discuter des problèmes sur sa page de discussion.
- Il ne cite pas suffisamment ses sources. Vous pouvez indiquer les passages à sourcer avec {{référence nécessaire}} ou {{Référence souhaitée}}, et inclure les références utiles en les liant aux notes de bas de page. (Marqué depuis novembre 2011)
- Il doit être recyclé. La réorganisation et la clarification du contenu sont nécessaires. (Marqué depuis juillet 2011)

- Archive Wikiwix
- Bing
- Cairn
- DuckDuckGo
- E. Universalis
- Gallica
- Google
- G. Books
- G. News
- G. Scholar
- Persée
- Qwant
- (zh) Baidu
- (ru) Yandex
- (wd) trouver des œuvres sur Wikidata

On désigne sous le terme d'improvisation libre une pratique musicale héritée du free jazz, des musiques électroacoustiques et concrètes, des recherches formelles de la musique contemporaine, nourrie des musiques du monde de diverses provenances et inspirée par de nombreux autres courants musicaux et artistiques tels que la musique bruitiste, le free rock ou rock expérimental, la musique spectrale, le mouvement Fluxus, les compositeurs comme John Cage, La Monte Young, Iannis Xenakis, etc.
Née aux alentours des années 1960 et continuant de se développer et de se transformer, les musiques improvisées explorent de très larges champs sonores en utilisant l'improvisation comme technique principale et de multiples matériaux musicaux ou sonores, le plus souvent abstraits. Cette pratique est aussi appelée composition spontanée, improvisation non-idiomatique ou, souvent dans les pays de l'Europe de l'est, musique intuitive.

## Règles et absence de règles
Contrairement à l'improvisation codifiée, idiomatique, des autres courants musicaux tels que le jazz, le flamenco, les musiques tziganes, indiennes (d'Inde) ou orientales, le blues… l'improvisation libre se veut libre de toutes règles et contraintes, ou en tout cas cherche à s'en libérer sans toutefois vouloir en créer de nouvelles, elle se veut aussi libérée de toute hiérarchie, dégagée de toute prise de pouvoir, d'autorité entre les participants ; seules importent les interactions, par le sonore, entre les improvisateurs, le lieu de la performance et les auditeurs.
Cette liberté relative permet à des artistes de tous horizons de pouvoir créer ensemble lors de rencontres impromptues. En effet, il n'est pas rare d'assister à des rencontres entre - par exemple - un musicien ayant un cursus purement classique (conservatoire, musique contemporaine, musique baroque...), un musicien autodidacte venant du rock ou de la techno, un jazzman et quelquefois un ou plusieurs danseurs voire des plasticiens, poètes (sonore ou non) et/ou des performeurs de tous types et toutes disciplines.
C'est une musique de recherche, d'expérimentations et de questionnements sur plusieurs points :
- Dans sa réflexion induite sur le positionnement de l'artiste musicien par rapport aux pratiques musicales « académiques ».
- Par rapport à la pratique instrumentale il existe une recherche permanente de sonorités nouvelles, d'utilisation et recherche de techniques et de modes de jeu "différents" sur l'instrument (par exemple: respiration circulaire sur les instruments à vent, préparation du piano, utilisation d'objets a priori non musicaux, etc.).
- Dans le rapport des musiciens entre eux (comment improviser totalement ensemble ?), avec le public, le lieu, etc.

Au-delà de l'aspect strictement musical, les aspects humains, sociaux, politiques et philosophiques occupent une grande place dans la pratique de cet art.

## Historique
Même si son origine remonte probablement, et par essence, aux toutes premières pratiques musicales de l'humanité, ses débuts contemporains en Occident sont généralement considérés apparaître vers le début des années 1960 autour de quatre scènes principales :
- à Londres, autour du Spontaneous Music Ensemble d'Evan Parker, Derek Bailey et John Stevens d'une part, et de l'autre les musiciens d'AMM (Keith Rowe, Eddy Prévost, Lou Gare, Cornelius Cardew).
- en Allemagne avec Peter Brötzmann, Alexander von Schlippenbach et al., qui se sont ensuite organisés autour du label qu'ils ont créé : Free Music Production.
- aux Pays-Bas autour de Han Bennink et de l'Instant Composers Pool.
- en Italie autour du groupe Musica Elettronica Viva.